# Tony Twist
Anthony Rory Twist, född 9 maj 1968 i Sherwood Park, Alberta, Kanada, är en kanadensisk före detta professionell ishockeyspelare.
På 1990-talet var han en av de mest beryktade NHL-spelarna, trots att han egentligen var en mycket medioker ishockeyspelare. Först under sin sjätte NHL-säsong gjorde han sitt första mål. Samtidigt var han en av NHL:s bästa slagskämpar och försvarade namnkunniga medspelare som Joe Sakic och Brett Hull. Han spelade för NHL-lagen St. Louis Blues och Quebec Nordiques. 
Tony Twist tvingades lägga ned sin hockeykarriär 1999 efter att han skadats svårt i en mc-olycka. Numera turnerar han på sin motorcykel och samlar in pengar åt utsatta barn.